# Ingrid Hertfelder

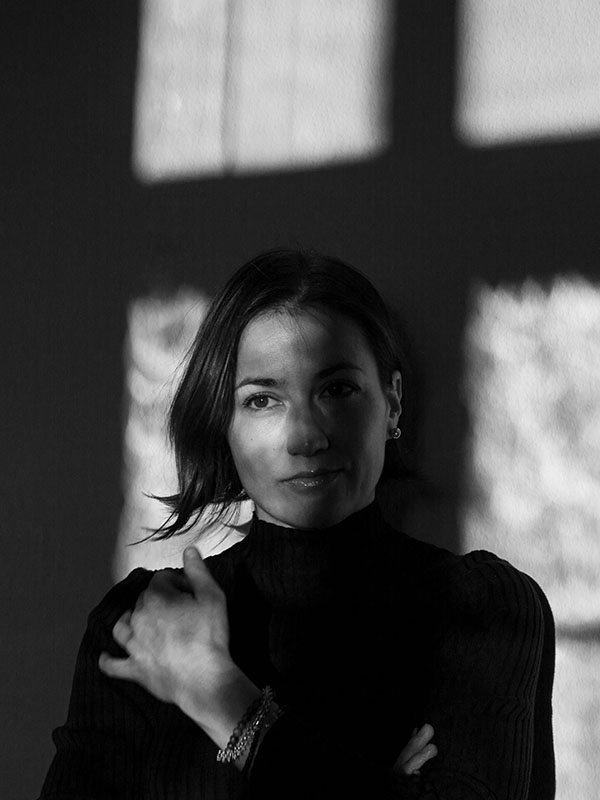
Ingrid Hertfelder (2021)

Ingrid Hertfelder (* 1979 in Schwäbisch Gmünd) ist eine deutsche Fotokünstlerin.

## Werdegang
Nach einer künstlerischen Ausbildung in München (Studium der Theaterwissenschaft), London, New York, Savannah (Stipendium / B.F.A. magna cum laude mit Schwerpunkt Fotografie), New Orleans und Los Angeles lebt und arbeitet sie heute in Stuttgart.
Als Meisterschülerin von Frank Stewart (Cooper Union, NYC) ist ihr Schaffen weitestgehend von Künstlern seiner Schule geprägt. Roy DeCarava, Georgia O’Keeffe, Edward Weston und Irving Penn zählt sie zu ihren stärksten Einflüssen. Sie verbrachte 11 Jahre in den USA und davor drei Jahre in London.
In dieser Zeit sammelte sie Kenntnisse und Erfahrungen im Bereich der afroamerikanischen und afrokubanischen Geschichte und Kultur, nahm dabei deren Einflüsse auf die heutige westliche Kultur wahr und erarbeitete sich ein breites schöpferisches Portfolio.
2016 kehrte sie nach Deutschland zurück.
Sie schuf die beiden Zyklen Nada Brahma, die Welt ist Klang (2021 benannt nach dem gleichnamigen Werk von Joachim Ernst Berendt) und Roots (2023 nach dem Roman von Alex Haley). Beide Zyklen spannen den Bogen über zwanzig Jahre ihres bisherigen Schaffens.
In ihrer neuen Serie Fragments macht sie abstrakte Momente und Elemente in den bildhauerischen Arbeiten zeitgenössischer Künstler dadurch sichtbar, dass sie Detailperspektiven auf die Werke und deren Spiel mit Licht hervorhebt.
Eine weitere Serie der Künstlerin Das Fünfte Element macht den in der hinduistischen Philosophie und im Ayurveda bestimmten Raum Äther/Akasha, neben den vier Elementen Feuer, Wasser, Erde und Luft, anhand von Motiven der Balearen Insel Mallorca, sichtbar.

## Rezeption
„Die Künstlerin fotografiert nicht nur, was sie sieht, sondern sie gibt ihren Motiven eine Stimme, in dem sie uns emotional anspricht. Und sie tut dies mit Leichtigkeit und einem besonderen Feingefühl.“ – Sabine Heilig, Kunsthistorikerin und Kuratorin
„Ingrid Hertfelders Arbeiten sind geschaffen in malerischer, altmeisterlicher Manier. Sie geben dennoch Antworten auf Fragen von besonderer Aktualität.“ – Max Tillmann, Kunsthistoriker, Leiter des Museums im Prediger, Schwäbisch Gmünd

## Ausstellungen und Auszeichnungen
- SCAD Silverworks, Jährliche Fotografie Auszeichnung und Ausstellung, Savannah, 2007
- About Face, Lumenhouse Gallery, New York City, 2008
- Spirit of community II, Dwyer Center Harlem, New York City 2011
- Audio visual, Powerhouse Arena, Brooklyn, 2011
- Artworks for the cure, TJ Martell Foundation, Los Angeles, 2012
- Mother, daughters, sisters & scholars, City College, New York City, 2012
- Artworks for the cure, TJ Martell Foundation, Los Angeles, 2013
- JJoining forces, City College, New York City, 2013
- Homeland, Photobastei, Zürich, 2014
- Spannungsbogen Mann & Frau, Münster Areal, Europäisches Kirchenmusikfestival, Schwäbisch Gmünd, 2016
- Transformation, Kunst am Bau Installation, Kulturbahnhof, Stadtverwaltung Aalen, 2020
- Faces of FKK, Prediger Innenhof, Museum im Prediger, Schwäbisch Gmünd, 2020
- Kreative Köpfe, Installation, Hotel am Remspark, Schwäbisch Gmünd, 2020
- Kreative Köpfe, Schloss Fachsenfeld, Aalen, 2020
- Stipendium für Künstlerinnen und Künstler des Ministeriums für Wissenschaft, Forschung und Kunst des Landes Baden-Württemberg, 2021
- Brutal schön, Stadtverwaltung Aalen, Kunst am Bau, Aalen, 2021
- Kreative Köpfe, Gmünder Kunstverein, Schwäbisch Gmünd, 2021
- Boulevard der Partnerstädte, Kunst im öffentlichen Raum, Schwäbisch Gmünd, 2021
- Business Park, Code-n, Stuttgart, 2022
- Nada Brahma – Die Welt ist Klang, Code-n, Stuttgart, 2022
- Artist in Residence, Code-n, Stuttgart, 2022
- Nada Brahma – Die Welt ist Klang, Ministerium des Inneren, für Digitalisierung und Kommunen, Baden-Württemberg, 2022[4][5]
- Nada Brahma – Die Welt ist Klang, Prolab, Stuttgart, 2021 / 2022
- Roots, Private Galerie/Sammlung, Stuttgart, 2023

## Sammlungen
- Sammlung des Ministeriums für Wissenschaft, Forschung und Kunst Baden-Württemberg
- Privatsammlungen Stuttgart
- Kunstsammlung Stadtverwaltung Aalen
- Sammlung Museum im Prediger, Schwäbisch Gmünd
- Kunstsammlung der Kreissparkasse Ostalb
- SCAD Museum of Art Permanent Collection (Savannah, GA)
- Privatsammlungen New York, Savannah, Los Angeles